# Stráže (podcelek)
Stráže je geomorfologický podcelek Spišsko-šarišského medzihoria. Nejvyšší vrch podcelku je Stráž s výškou 740 m n. m.

## Vymezení
Podcelek leží na jihovýchodním okraji Spišsko-šarišského medzihoria a tvoří ho komplex vrchů, severovýchodně od Prešova. Západním směrem pokračuje krajinný celek Šarišské podolie, jižní okraj ostře klesá do Košické kotliny a jejího podcelku Toryská pahorkatina. Východním a severovýchodním směrem leží Beskydské predhorie s podcelkem Záhradnianska brázda. 

## Významné vrcholy
- Stráž (740 m n. m.) – nejvyšší vrch podcelku
- Lysá Stráž (696 m n. m.)
- Kapušiansky hradný vrch (511 m n. m.)

## Turismus
V jižní části území leží přírodní rezervace Kapušiansky hradný vrch, který je díky zřícenině hradu atraktivním turistickým cílem. Vybudované turistické stezky na kuželovité vrcholy s kruhovým výhledem a blízkost krajského města vytváří ze Stráže oblíbené místo výletů. 